# IC 3827
IC 3827 — галактика типу Sc (компактна спіральна галактика) у сузір'ї Ворон.
Цей об'єкт міститься в оригінальній редакції індексного каталогу.